# Révolte basmatchi
Guerre civile russe
La révolte basmatchi ou révolte de basmachi (en russe : Восстание басмачей, Vosstanie basmatcheï, ou Басмачество, Basmatchestvo) est un soulèvement des peuples musulmans, notamment turcs, de l'Asie centrale contre la domination coloniale exercée par l'Empire russe, puis la Russie soviétique, entre 1916 et les années 1920.

## Histoire

Chefs de la révolte basmatchi et de l'Armée rouge
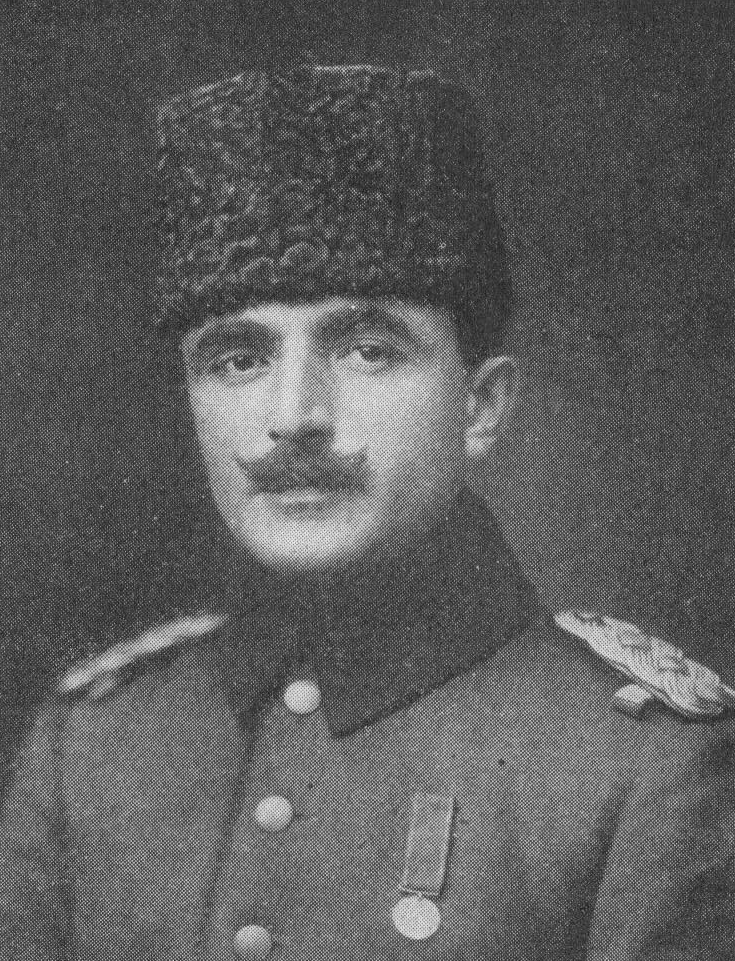
Ismaïl Enver Pacha
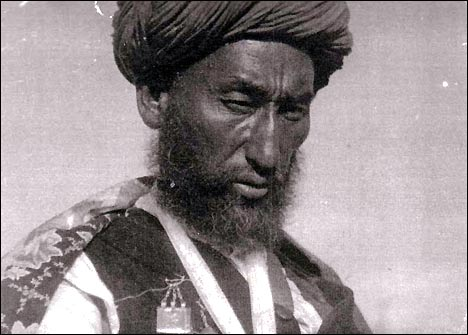
Ibrahim Bek
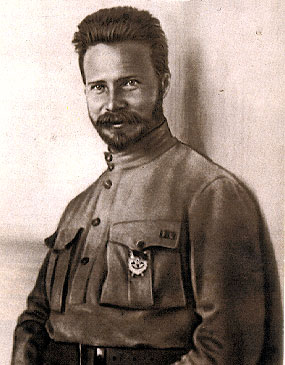
Mikheïl Frounzé

La révolte éclata en 1916, quand le pouvoir tsariste tenta de soumettre les musulmans au service militaire et à la mobilisation générale pour la Première Guerre mondiale.
La lutte continua contre la Russie soviétique après la révolution d'Octobre. Contrairement aux armées blanches anti-bolcheviques de Russie d'Europe, les basmatchis ne reçurent aucun soutien des puissances occidentales, qui se méfiaient de l'idéologie pan-turque qui animait certains de leurs leaders. Ismaïl Enver, dit Enver Pacha, ancien ministre de la Guerre de l'Empire ottoman, qui s'était rapproché des bolcheviks et avait été envoyé par Lénine comme parlementaire auprès des révoltés, prit d'ailleurs la tête du mouvement en 1921, avec pour objectif la création d'un État turc et musulman unifié dans la région.
La fin de la guerre civile russe permit cependant aux bolcheviks de consacrer des forces importantes à la réduction de la révolte à partir de 1922. Dès cette année, Enver fut tué. À partir de 1923, les lambeaux de l'armée basmatchi furent contraints de se replier dans les montagnes, d'où ils menèrent des actions de guérilla pendant encore plusieurs années, pourchassés par les troupes soviétiques et la Guépéou.
La révolte se termina en 1934, vaincue par l'Armée rouge, qui usa entre autres d'armes chimiques.
La lutte contre les basmatchis fit l'objet de nombreux films soviétiques à coloration « exotique », surnommés ostern en référence aux westerns américains.

Drapeau du Turkestan entre 1921 et 1924.

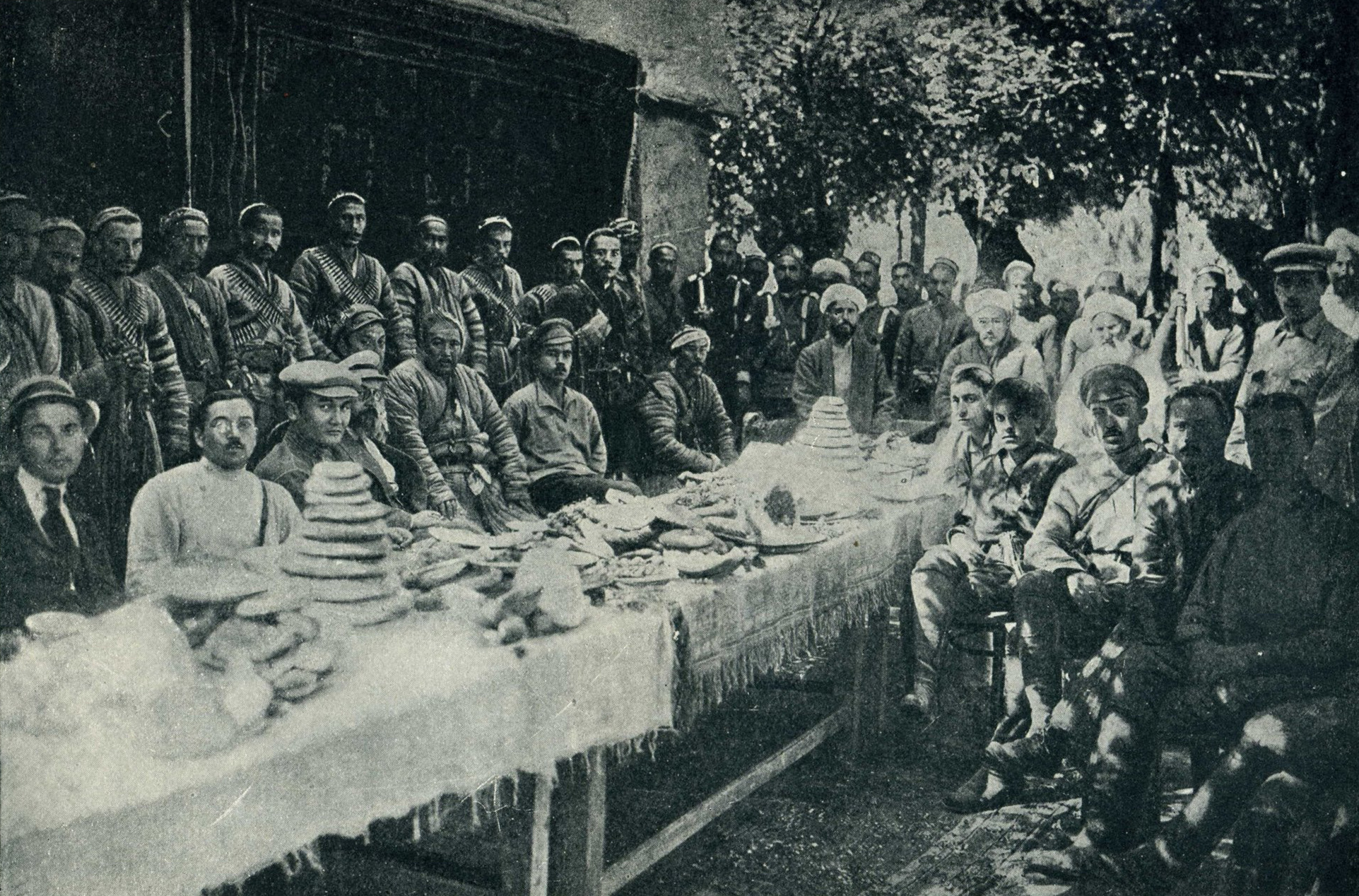
Négociations entre basmatchis et bolcheviks au Ferghana en 1921.